# La seconda estate. Quattro amiche e un paio di jeans
Quattro amiche e un paio di jeans - La seconda estate è il secondo romanzo della serie Quattro amiche e un paio di jeans di Ann Brashares.

## Trama
C'era una volta un paio di jeans: e c'è ancora. La tela si è un po' consumata, ma quei jeans sono ancora bellissimi, e sono ancora i soli e unici Pantaloni Viaggianti. Un legame di tela fra quattro amiche pasticcione, sentimentali, ostinate, feroci, che hanno voglia di crescere ma non sanno ancora bene come si fa. Lena ha lasciato il suo grande amore greco, Kostos, convinta che la distanza non faccia bene ai cuori. Avrà un'altra grande occasione. E imparerà a piangere. Tibby va al college per seguire un corso di cinema. Un sogno che si realizza. Ma poi smarrisce se stessa per emulare i compagni snob e riesce solo a fare del male alle persone che ama. Bridget si è tinta di scuro i meravigliosi capelli biondi. È prigioniera di se stessa. A liberarla sarà l'incontro con la nonna che non vede da quando era piccola. Carmen, passionale e impulsiva, non sopporta che la madre, dopo anni di solitudine, sia felice con un uomo. Ha paura che la sua vita cambi.

## Edizioni
- Ann Brashares, Quattro amiche e un paio di jeans - La seconda estate, Fabbri Editori, 2003.